# Lettenburg (buitenplaats)

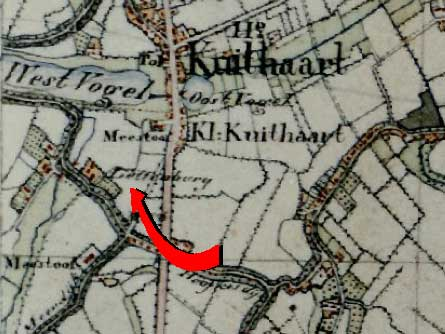
Lettenburg (bij de rode pijl) op een kaart uit de periode 1830-1850

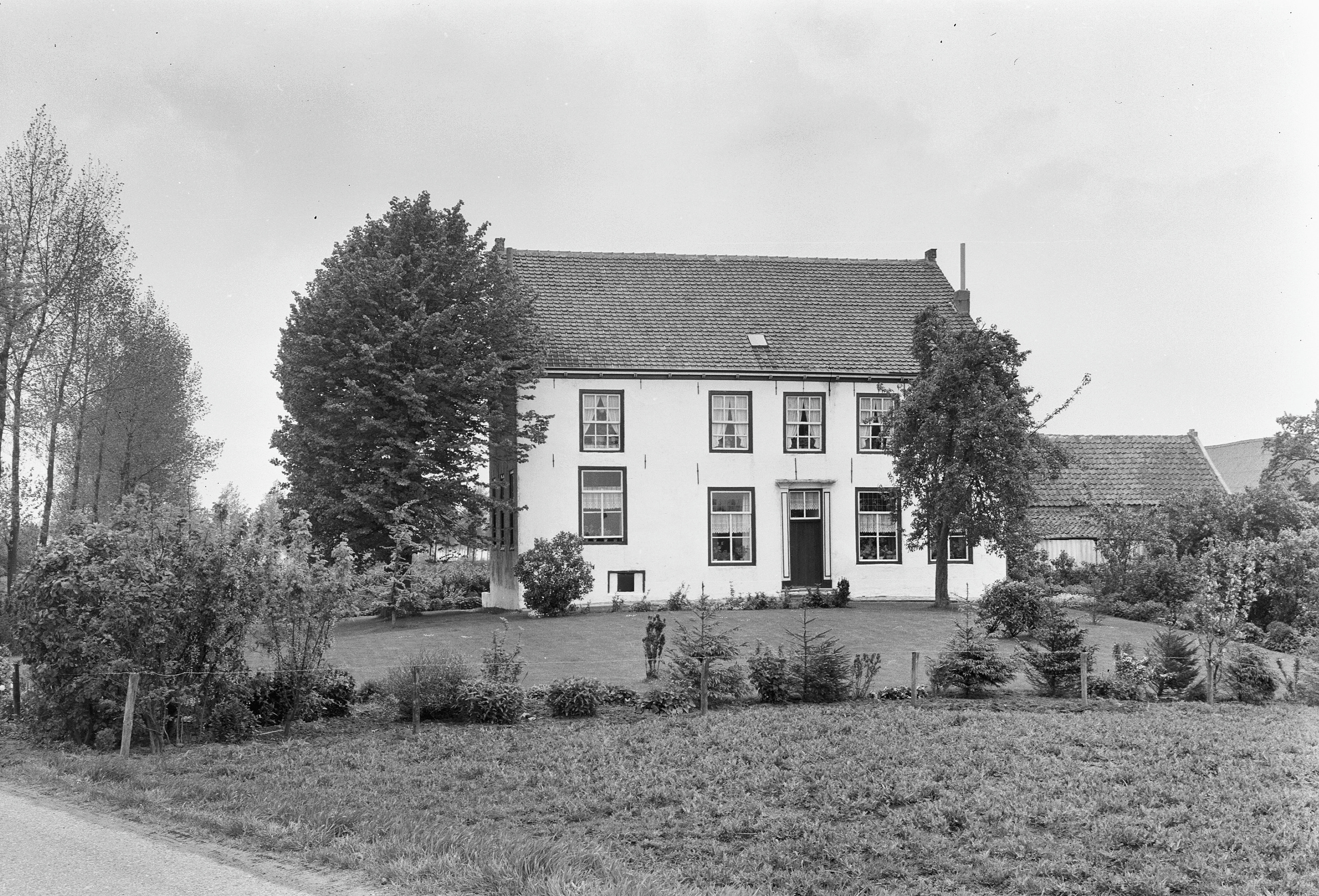
Het huis in 1967.

Lettenburg is een buitenplaats in de Nederlandse plaats Kuitaart in Zeeuws-Vlaanderen. De buitenplaats ligt aan de Vogeldijk.

## Geschiedenis
De kern van het huis dateert waarschijnlijk uit de 17e eeuw. Waarschijnlijk stond er op deze plaats al eerder bebouwing. Bij graafwerkzaamheden in 2004 werden eeuwenoude funderingen blootgelegd. De omlijsting van de ingang dateert uit het begin van de 19e eeuw. Uit die tijd dateert ook de beschrijving van het landgoed toen het in 1822 te koop werd aangeboden door de erven van Scipio Oudkerk en Aletta Arendina Anemaet:
Eerste koop. Eene BUITENPLAATS, genaamd Lettenburg, bestaande in Heeren-Huis, Boeren-Woning, Bakkeet, Schuur en andere Gebouwen in de Gemeente Hontenisse; mitsgaders de nombre van omtrent een-en twintig Bunderen 83 Roeden 37 Ellen (oude maat 48 Gemeten 297 1/2 Roeden) zoo WEI- als ZAAILANDEN, ERVE, TUINGROND, BOOMGAARD, DREVE en DIJK; alles gelegen zoo in dezelve Gemeente Hontenisse, als in die van Stoppeldijk en Pauluspolder, Kanton Hulst, en zeer geschikt tot eene Boerderij.
Uit de beschrijving van Van der Aa uit 1846 blijkt, dat het landgoed dan inmiddels ruim 34 bunders groot is. Eigenaar en bewoner van het landgoed is in die tijd Judocus Sergeant (1795-1866), die van 1854 tot 1866 burgemeester van Hontenisse zou zijn. Hij bewoonde het landgoed tot zijn overlijden in 1866.
De naam zou een verbastering kunnen zijn van: Let op de brug. In de volksmond wordt gesproken van De witte bollen. Schriftelijke bewijzen van het bestaan van een huis op deze plaats gaan terug tot 1560, maar naar verluidt zou hier in 1242 al een omgracht huis hebben gestaan.
De vloer van de hal is bedekt met lavasteen en dateert van ongeveer 1700. Ook bevat het huis een vluchtgang die, tussen twee muren door, van de zolder naar de kelder loopt en die vanuit elke verdieping kon worden betreden. De kelder is waarschijnlijk het oudste deel van het huis. De ingangsomlijsting is vroeg-19e-eeuws.
Het huis is erkend als een rijksmonument.